# Чиху
Чиху (груз. ჭიხუ) — село в Грузії.
За даними перепису населення 2014 року в селі проживає 299 особи.